# K.Junipeth, Ramdurg
K.Junipeth là một làng thuộc tehsil Ramdurg, huyện Belgaum, bang Karnataka, Ấn Độ.